# Mount Manypeaks
Mount Manypeaks is een berg in West-Australië, ongeveer 35 kilometer ten noordoosten van Albany, 10 kilometer ten noordoosten van Two Peoples Bay en 6 kilometer ten zuidoosten van Manypeaks. Ten zuiden van de berg lig het Mount Manypeaks Nature Reserve.

## Geschiedenis
De berg vormt een belangrijk kenmerk van het gebied en werd in januari 1802 door Kapitein Matthew Flinders zijn naam gegeven. Hij bracht op dat moment met de HMS Investigator de zuidelijke kustregio in kaart. Flinders schreef in zijn dagboek dat hij meerdere toppen opmerkte op de berg en gaf de berg daarom de naam Manypeak (letterlijk: veeltop), later is het meervoud de geaccepteerde spelling geworden.

## Geologie
De hele formatie heeft een totale lengte van 22 kilometer en een breedte van 3 kilometer. De bergkam bestaat voornaamelijk uit een type graniet, een porfirisch biotiet graniet uit het  Proterozoïcum, en adamelliet. Op sommige plekken ligt er kalksteen bovenop het graniet.

## Natuur
Het Mount Manypeaks Nature Reserve ligt ten zuiden van de berg en strekt zich uit langs de kust. Het vormt samen met het Two Peoples Bay Nature Reserve een Important Bird Area. BirdLife International heeft dit gebied als zodanig aangewezen vanwege zijn betekenis voor het behoud van verschillende zeldzame en bedreigde vogelsoorten, zoals de kortsnavelraafkaketoe en de Australische roerdomp. In het gebied broeden zo'n 7.000 paartjes van de Australische grote pijlstormvogel en het het is het leefgebied van bijna de gehele populaties van de grote doornkruiper en de zwartkapborstelvogel. Naast vogels leven er ook verschillende zoogdiersoorten in het gebied, zoals de Gilberts potoroe, quokka, Pseudocheirus occidentalis, slurfbuidelmuis, Irmawallaby, geelvoetbuidelmuis en Isoodon fusciventer.